# قائمة المطارات حسب كود الإيكاو: Z
قائمة المطارات حسب كود الإيكاو: A - B - C - D - E - F - G - H - I - J - K - L - M - N - O - P - Q - R - S - T - U - V - W - X - Y - Z
نمط القائمة كالتالي:
منظمة الطيران المدني الدولي، إياتا - اسم المطار - موقع المطار

## Z (باستثناء ZK وZM وZZZZ) -بر الصين الرئيسي

### ZB (شمال الصين: بكين، تيانجين، منغوليا الداخلية، شانشي، خبي)
- ZBAA (PEK) – مطار بكين العاصمة الدولي – بكين
- ZBAD (PKX) – مطار بكين داشينغ الدولي – بكين
- ZBAL (AXF) – مطار ألكسا لفت بانير بايانهوت – ألكسا لفت بانير، منغوليا الداخلية
- ZBAR (RHT) – مطار ألكسا رايت بانير بادانجيلين – ألكسا رايت بانير، منغوليا الداخلية
- ZBBB – Beijing Xijiao Airport – بكين
- ZBCD (CDE) – مطار جينغدي – شنغد، خبي
- ZBCF (CIF) – مطار تشيفنغ يولونغ – تشيفنغ، منغوليا الداخلية
- ZBCZ (CIH) – مطار تشانغتشي وانغشون – تشانغ تشى، شانشي
- ZBDH (BPE) – مطار غينهوانغادو بيداهي – تشنهوانغداو، خبي
- ZBDS (DSN) – مطار اوردوس إيجين هورو – أوردوس، منغوليا الداخلية
- ZBDT (DAT) – مطار داتونغ يونغانغ – داتونغ، شانشي
- ZBEN (EJN) – مطار إيجن بانير تاولاي – إيجن بانير، منغوليا الداخلية
- ZBER (ERL) – مطار إيرينهوت سايوسو الدولي – ارنهوت، منغوليا الداخلية
- ZBES (YIE) – مطار أركسان يبرشي – أركسان، منغوليا الداخلية
- ZBHD (HDG) – مطار هاندان – هاندان، خبي
- ZBHH (HET) – مطار هوهوت بايتا الدولي – هوهوت، منغوليا الداخلية
- ZBHZ (HUO) – Holingol Huolinhe Airport – هولينغول، منغوليا الداخلية
- ZBLA (HLD) – مطار هايلار دونغشان – هايلار، منغوليا الداخلية
- ZBLF (LFQ) – مطار لينفين غيوالي – لينفن، شانشي
- ZBLL (LLV) – مطار لوليانغ – لوليانغ، شانشي
- ZBMZ (NZH) – مطار مانزهولوي شيجياو – مانزهولوي، منغوليا الداخلية
- ZBNY (NAY) – مطار بكين نانيوان – بكين
- ZBOW (BAV) – مطار باوتو يرليبان – باوتو، منغوليا الداخلية
- ZBSH – مطار تشينهوانغداو شانهايقوان – تشنهوانغداو، خبي
- ZBSJ (SJW) – مطار شيجياتشوانغ تشنغدينغ الدولي – شيجياتشوانغ، خبي
- ZBTJ (TSN) – مطار تيانجين الدولي – تيانجين
- ZBTL (TGO) – مطار تونغلياو – تونغلياو، منغوليا الداخلية
- ZBTS (TVS) – مطار تانغشان سانوهي – تانغشان، خبي
- ZBUC (UCB) – مطار ولانغاب – اولانتشاب، منغوليا الداخلية
- ZBUH (WUA) – مطار هاي – وهاي، منغوليا الداخلية
- ZBUL (HLH) – مطار أولانهوت – أولان هوت، منغوليا الداخلية
- ZBXH (XIL) – مطار شيلينهوت – شيلينهوت، منغوليا الداخلية
- ZBXT (XNT) – مطار شينغتاي داليان – شينغتاي، خبي
- ZBXZ (WUT) – مطار وتايشهان – شينتشو، شانشي
- ZBYC (YCU) – مطار يونتشنغ قوانقونغ – يونتشنغ، شانشي
- ZBYN (TYN) – مطار تاييوان وسو الدولي – تاي يوان، شانشي
- ZBYZ (RLK) – مطار بايانور تيانجيتاي – بايانور، منغوليا الداخلية
- ZBZJ (ZQZ) – مطار تشانغجياكو نينغيوان – تشانغجياكو، خبي
- ZBZL (NZL) – مطار تشالانتون – زالانتون، منغوليا الداخلية

### ZG (جنوب الصين: غوانغدونغ، قوانغشي، خونان)
- ZGBH (BHY) – مطار فوتشنغ بيهاي – بيهاي، قوانغشي
- ZGBS (AEB) – مطار يايسي باما – بايس، قوانغشي
- ZGCD (CGD) – مطار تشانغده تاوهوايوان – تشانغده، خونان
- ZGCJ (HJJ) – مطار زيجانغ – هوايهوا، خونان
- ZGCS – Changsha Datuopu Airport – تشانغشا، خونان
- ZGDY (DYG) – مطار خه هوا تشانغجياجيه – تشانغجياجيه، خونان
- ZGFS (FUO) – مطار فوشان شادي – فوشان، غوانغدونغ
- ZGGG (CAN) – مطار قوانغتشو باييون الدولي – غوانزو، غوانغدونغ
- ZGHA (CSX) – مطار تشانغشا هوانغوا الدولي – تشانغشا، خونان
- ZGHC (HCJ) – مطار هيتشي جينجهينجيانغ – هيشي، قوانغشي
- ZGHY (HNY) – مطار هينغيانغ نانيوي – هنغيانغ، خونان
- ZGHZ (HUZ) – مطار هويزهو – هويزو، غوانغدونغ
- ZGKL (KWL) – مطار قويلين يانغ جيانغ الدولي – غويلين، قوانغشي
- ZGLG (LLF) – مطار يونغزهو لينغلينغ – يونغتشو، خونان
- ZGMX (MXZ) – مطار ميشيان – ماوزو، غوانغدونغ
- ZGNN (NNG) – مطار نانينغ الدولي – ناننينغ، قوانغشي
- ZGOW (SWA) – مطار جييانغ شاوشان – جي يانغ/شانتو، غوانغدونغ
- ZGSD (ZUH) – مطار تشوهاى سانزو – زوهاي، غوانغدونغ
- ZGSY (WGN) – مطار شياويانغ واغانغ – شاويانغ، خونان
- ZGSZ (SZX) – مطار شينزين باوان الدولي – شنجن، غوانغدونغ
- ZGWZ – مطار وشاهو جانغوداو – واتشو، قوانغشي
- ZGZH (LZH) – مطار يوتشو بيلين – ليوشو، قوانغشي
- ZGZJ (ZHA) – مطار تشانجيانغ – زانجيانغ، غوانغدونغ

### ZH (وسط الصين: خنان، خوبي)
- ZHAY (AYN) – Anyang Airport – انيانغ، خنان
- ZHCC (CGO) – مطار تشنغتشو الدولي – تشنغتشو، خنان
- ZHES (ENH) – مطار إينشي شوجيابينغ – مدينة إنشي، خوبي
- ZHHH (WUH) – مطار ووهان الدولي – ووهان، خوبي
- ZHLY (LYA) – مطار لويانغ الدولي – لويانغ، خنان
- ZHNY (NNY) – مطار نانيانغ جيانغ يينغ – نانيانغ، خنان
- ZHSN (HPG) – مطار شيانونغيا – شيانونغيا، خوبي
- ZHSS (SHS) – Shashi Airport – جينغتشو، خوبي
- ZHSY (WDS) – مطار شيهيان ودانغشان – شيان، خوبي
- ZHXF (XFN) – مطار شانغينغ ليوجي – شيانغيانغ، خوبي
- ZHYC (YIH) – مطار ييتشانغ سانشيا – ييتشانغ، خوبي

### ZJ (هاينان)
- ZJHK[5] (HAK) – مطار هايكو ميلان الدولي – هايكو، هاينان
- ZJSY (SYX) – مطار سانيا فينيكس الدولية – سانيا، هاينان
- ZJYX – مطار جزيرة يونغشينغ – سانشا، هاينان

### ZL (شمال غرب الصين: قانسو، نينغشيا، تشينغهاي، شنشي)
- ZLAK (AKA) – مطار أنغانغ وليبو – آنكانغ، شنشي
- ZLDH (DNH) – مطار دونهوانغ – دونهوانغ، قانسو
- ZLDL (HXD) – مطار ديلينغها – ديلينجا، تشينغهاي
- ZLGL (GMQ) – مطار غولوغ داوو – Golog، تشينغهاي
- ZLGM (GOQ) – مطار غولمود – غولمود، تشينغهاي
- ZLGY (GYU) – مطار غويان ليوبانشان – جويوان، نينغشيا
- ZLHX (HTT) – مطار هواتغو – Mangnai، تشينغهاي
- ZLHZ (HZG) – مطار هانتشونغ جهينغو – هانتشونغ، شنشي
- ZLIC (INC) – مطار ينتشوان خه دونغ – ينشوان، نينغشيا
- ZLJC (JIC) – مطار جينشانغ جينشوان – جينشانغ، قانسو
- ZLJQ (JGN) – مطار جيايوغان – جيايوغوان، قانسو
- ZLLL (LHW) – مطار لانتشو تشونغ تشوان – لانتشو، قانسو
- ZLQY (IQN) – مطار تشينغيانغ – كينغيانغ، قانسو
- ZLTS (THQ) – مطار تيانشوي ماجيشهان – تيانشوي، قانسو
- ZLXH (GXH) – مطار غانان شياهي – مقاطعة شياهي  [لغات أخرى]‏ وهيزو، قانسو
- ZLXN (XNN) – مطار شينينغ الدولي – شينينغ، تشينغهاي
- ZLXY (XIY) – مطار شيان شيانيانغ الدولي – شيان، شنشي
- ZLYA (ENY) – Yan'an Nanniwan Airport – يانان، شنشي
- ZLYL (UYN) – مطار يولين يو يانغ – يولين، شنشي
- ZLYS (YUS) – مطار يوشهو باتانغ – Gyêgu، مدينة يوشو، تشينغهاي، تشينغهاي
- ZLZW (ZHY) – مطار تشونغوي شابوتو – تشونغ وى، نينغشيا
- ZLZY (YZY) – مطار تشانغيه قانتشو – زهانغي، قانسو

### ZP (يونان)
- ZPBS (BSD) – مطار بوشان يوندوان – بواشان
- ZPCW (CWJ) – مطار جانغيوان واشهان – Cangyuan، يونان
- ZPDL (DLU) – مطار دالي – دالي
- ZPDQ (DIG) – مطار ديشين شانغري-لا – Shangri-La County، يونان
- ZPJH (JHG) – مطار شيشوانغباننا غاسا – جينغهونغ، يونان
- ZPJM (JMJ) – مطار لانجانغ – Lancang، يونان
- ZPLC (LNJ) – مطار لينشانغ – لينكانغ، يونان
- ZPLJ (LJG) – مطار ساني ليجيانغ – ليجيانج، يونان
- ZPMS  (LUM) – مطار ديهونغ مانغشي – Mangshi، يونان
- ZPNL (NLH) – مطار نينغ لانغ وبحيرة لوقو – Ninglang، يونان
- ZPPP (KMG) – مطار كونمينغ جانغشوي الدولي – كونمينغ، يونان
- ZPSM (SYM) – مطار بوير سيماو – مدينة بوير
- ZPWS (WNH) – مطار واينشان بوزخيخه – مدينة ونشان، يونان
- ZPZT (ZAT) – مطار زاهوتونغ – تشاوتونغ، يونان

### ZS (شرق الصين: شنغهاي، آنهوي، فوجيان، جيانغسو، جيانغشي، شاندونغ، جيجيانغ)
- ZSAM (XMN) – مطار شيامن قاوتشي الدولي – شيامن، فوجيان
- ZSAQ (AQG) – مطار أنقينج تيانزهوشان – أنكينغ، آنهوي
- ZSBB (BFU) – مطار بنغبو – بنغبو، آنهوي
- ZSCG (CZX) – مطار تشانغتشو بيننو – تشانغتشو، جيانغسو
- ZSCN (KHN) – مطار نانتشانغ تشانغبى الدولي – نانتشانغ، جيانغشي
- ZSDY (DOY) – مطار دونغينغ شنغلي – دونغ ينغ، شاندونغ
- ZSFY (FUG) – مطار فويانغ شيغوان – فويانغ، آنهوي
- ZSFZ (FOC) – مطار فوتشو تشانغله الدولي – فوزهو، فوجيان
- ZSGZ (KOW) – مطار قانتشو هوانتشين – غانتشو، جيانغشي
- ZSHC (HGH) – مطار هانغتشو شياوشان الدولي – هانغتشو، جيجيانغ
- ZSJA (JGS) – مطار جينغقانغشان – جيآن، جيانغشي
- ZSJD (JDZ) – مطار جينغدتشن جيا – جينغدتشن، جيانغشي
- ZSJH (JUH) – مطار جيزهو جيوهواشان – شيزو، آنهوي
- ZSJG (JNG) – مطار جينينغ كوفو – جينينغ، شاندونغ
- ZSJJ (JIU) – مطار جيوجيانغ لوشن – جيوجيانغ، جيانغشي
- ZSJN (TNA) – مطار جينان الدولي – جينان، شاندونغ
- ZSJU (JUZ) – مطار قوزهو – كو زهو، جيجيانغ
- ZSLD (LCX) – مطار لونغيان غوانزهيشان – لونغيان، فوجيان
- ZSLG (LYG) – مطار يانيونقانغ بايتابو – يانيونغانغ، جيانغسو
- ZSLQ (HYN) – مطار تايتشو وقياو – تاي زهو
- ZSLY (LYI) – مطار ليني شوبولينغ – ليني، شاندونغ
- ZSNB (NGB) – مطار نينغبو ليش الدولي – نينغبو، جيجيانغ
- ZSNJ (NKG) – مطار نانجينغ الدولي – نانجينغ، جيانغسو
- ZSNT (NTG) – مطار نانتونغ شينغ دونغ – نانتونغ، جيانغسو
- ZSOF (HFE) – مطار حيفي شينكياو الدولي – خفي، آنهوي
- ZSPD (PVG) – مطار شانغهاي بودنغ الدولي – شانغهاي
- ZSQD (TAO) – مطار تشينغداو ليوتينغ الدولي – تشينغداو، شاندونغ
- ZSQZ (JJN) – مطار جينجيانغ تشيوانتشو – تشوانتشو، فوجيان
- ZSRZ (RIZ) – مطا ريتشيو – ريتشاو، شاندونغ
- ZSSH (HIA) – مطار هوايان ليانشوي – هوايان، جيانغسو
- ZSSL – مطار شانغهاي لونغهوا – شانغهاي
- ZSSM (SQJ) – مطار سانمينغ شياتشيان – سامينغ، فوجيان
- ZSSR (SQD) – مطار شيانغراو سانغينغشان – شانغراو، جيانغشي
- ZSSS (SHA) – مطار شانغهاي هونغكياو الدولي – شانغهاي
- ZSSZ (SZV) – مطار سوتشو غوانغفو – سوجو، جيانغسو
- ZSTX (TXN) – مطار هوانغشان تونشي الدولي – هوانغشان، آنهوي
- ZSWF (WEF) – مطار ويفانغ – يفانغ، شاندونغ
- ZSWH (WEH) – مطار يهاي داسهويبو – ويهاي، شاندونغ
- ZSWU (WHU) – Wuhu Airport – ووهو، آنهوي
- ZSWX (WUX) – مطار سنن شوفانغ الدولي – ووشي وسوجو، جيانغسو
- ZSWY (WUS) – مطار يشان – وايشان ونانبينغ، فوجيان
- ZSWZ (WNZ) – مطار ونزهو يونجقيانج الدولي – ونجو، جيجيانغ
- ZSXZ (XUZ) – مطار سوزهو جوانين – شوزهو، جيانغسو
- ZSYA (YTY) – مطار يانغزهو تايزهو – يانغتشو وتايتشو، جيانغسو
- ZSYC (YIC) – مطار يشهون مينغيويشان – ييتشون، جيانغشي
- ZSYN (YNZ) – مطار نانيانغ يانتشنغ – يانتشنغ، جيانغسو
- ZSYT (YNT) – مطار يانتاي جاوشوي الدولي – يانتاي، شاندونغ
- ZSYW (YIW) – مطار ييوو – ييوو، جيجيانغ
- ZSZS (HSN) – مطار تشوشان بوتوشان – زهوشان، جيجيانغ

### ZU (جنوب غرب الصين: تشونغتشينغ، قويتشو، سيتشوان، التبت)
- ZUAL (NGQ) – مطار نغاري غونشا – شيكوانهي، منطقة التبت ذاتية الحكم
- ZUAS (AVA) – مطار أنشهون هوانغشو – أنشون، قويتشو
- ZUBD (BPX) – مطار كامدو بامدا – قامدو، منطقة التبت ذاتية الحكم
- ZUBJ (BFJ) – مطار بيجي فيشونغ – بيجاي، قويتشو
- ZUBZ (BZX) – Bazhong Enyang Airport – باتشونغ، سيتشوان
- ZUCK (CKG) – مطار تشونغتشينغ جيانغبى الدولي – تشونغتشينغ
- ZUDA (DZH) – Dazhou Jinya Airport – داتشو، سيتشوان
- ZUDC (DCY) – مطار داوجينغ يادينغ – مقاطعة داوجينغ، سيتشوان
- ZUDX (DAX) – مطار دائهو هيشي – داتشو، سيتشوان
- ZUGH (GHN) – Guanghan Airport – غوانغهان، سيتشوان
- ZUGU (GYS) – مطار غوانغيون بانلونغ – غوانغيوان، سيتشوان
- ZUGY (KWE) – مطار قوييانغ لونغدونغابو الدولي – غوييانغ، قويتشو
- ZUHY (AHJ) – مطار هونغيوان – Hongyuan، سيتشوان
- ZUJZ (JZH) – مطار جيوتشايقو هوانغ لونغ – Jiuzhaigou، سيتشوان
- ZUKD (KGT) – مطار كانغدينغ – كانغدينغ [الإنجليزية]، سيتشوان
- ZUKJ (KJH) – مطار غايلي هوانغبينغ – كايلي، قويتشو
- ZULB (LLB) – مطار ليبو – محافظة ليبو، قويتشو
- ZULP (LIA) – مطار ليانغبينغ – Liangping، تشونغتشينغ
- ZULS (LXA) – مطار لاسا الدولي – شينغوان (منطقة لاسا)، منطقة التبت ذاتية الحكم
- ZULZ (LZO) – مطار لوئهو يونلونغ – لوزهاو، سيتشوان
- ZUMT (WMT) – مطار رينهواي ماوتاي – رينهواي، زونيي، قويتشو
- ZUMY (MIG) – مطار ميانيانغ نانيجو – ميانيانغ، سيتشوان
- ZUNC (NAO) – مطار نانشونغ غاوبينغ – نانتشونغ، سيتشوان
- ZUNP (HZH) – مطار ليبنغ – Liping، قويتشو
- ZUNZ (LZY) – مطار نينغشهاي ماينلينغ – Nyingchi، منطقة التبت ذاتية الحكم
- ZUPS (LPF) – مطار ليوبانشوي يويزهاو – ليوبانشيو، قويتشو
- ZUQJ (JIQ) – مطار قيانجيانغ والينغشان – Qianjiang، تشونغتشينغ
- ZURK (RKZ) – مطار شيغاتسي بيس – شيغاتسي، منطقة التبت ذاتية الحكم
- ZUTC (TCZ) – مطار تينغشونغ توفينغ – تنغتشونغ، يونان
- ZUTF (TFU) – مطار جينغديو الجديد – تشنغدو، سيتشوان
- ZUTR (TEN) – مطار تونغرين فينغوانغ – تونغران، قويتشو
- ZUUU (CTU) – مطار تشنغدو شوانغليو الدولي – تشنغدو، سيتشوان
- ZUWX (WXN) – مطار انتشو وتشياو – Wanzhou، تشونغتشينغ
- ZUXC (XIC) – مطار شيتشانغ تشينغشان – شيتشانغ، سيتشوان
- ZUXJ – Xinjin Airport – Xinjin، سيتشوان
- ZUYB (YBP) – مطار يبين واليانجي – ييبن، سيتشوان
- ZUYI (ACX) – مطار شينغي – شينغيي، قويتشو، قويتشو
- ZUZH (PZI) – مطار بانزهيوها باوأنينغ – بانتشيهوا، سيتشوان
- ZUZY (ZYI) – مطار زوني شينزهو – زونيي، قويتشو

### ZW (سنجان)
- ZWAK (AKU) – مطار اكسو – أقسو، سنجان
- ZWAT (AAT) – مطار آلتاي – Altay، سنجان
- ZWBL (BPL) – مطار بولي ألاشهانكو – بولي، سنجان
- ZWCM (IQM) – مطار تشيمو – تشيمو، سنجان
- ZWFY (FYN) – مطار فويون – Fuyun، سنجان
- ZWHM (HMI) – مطار هامي – Hami، سنجان
- ZWKC (KCA) – مطار كوغا كويشي – Kuqa، سنجان
- ZWKL (KRL) – مطار كورلا – كورلا  [لغات أخرى]‏، سنجان
- ZWKM (KRY) – مطار كاراماي – كاراماي، سنجان
- ZWKN (KJI) – مطار كاناس – Burqin County، سنجان
- ZWNL (NLT) – مطار نالاتي – Xinyuan County، سنجان
- ZWRQ (RQA) – مطار روغيانغ لولان – مقاطعة روتشيانغ  [لغات أخرى]‏، سنجان
- ZWSC (QSZ) – مطار شياجي – ياركند (Shache)، سنجان
- ZWSH (KHG) – مطار كاشغر الدولي – كاشغر، سنجان
- ZWSS (SXJ) – Shanshan Airport – Shanshan، سنجان
- ZWTC (TCG) – مطار تاشيهينغ – تاتشنغ، سنجان
- ZWTN (HTN) – مطار خوتان – خوتان، سنجان
- ZWTP (TLQ) – مطار توربان جياهوي – توربان، سنجان
- ZWWW (URC) – مطار أورومتشي الدولي – أورومتشي، سنجان
- ZWYN (YIN) – مطار ينينغ – ينينغ، سنجان

### ZY (شمال شرق الصين: هيلونغجيانغ، جيلين، لياونينغ)
- ZYAS (AOG) – مطار آنشان تينغاو – آنشان، لياونينغ
- ZYBA (DBC) – مطار بايشينغ جانغان – بايتشنغ، جيلين
- ZYBS (NBS) – مطار تشانغبايشان – بايشان، جيلين
- ZYCC (CGQ) – مطار تشانغتشون الدولي – تشانغتشون، جيلين
- ZYCY (CHG) – مطار تشاويانغ – تشاويانغ
- ZYDD (DDG) – مطار داندونغ لانغتو – داندونغ، لياونينغ
- ZYDQ (DQA) – مطار داتشينغ سارتو – داتشينغ، هيلونغجيانغ
- ZYDU (DTU) – مطار واداليانتشي – Wudalianchi، هيلونغجيانغ
- ZYFY (FYJ) – مطار فويوان – Fuyuan، هيلونغجيانغ
- ZYHB (HRB) – مطار هاربين الدولي – هاربن، هيلونغجيانغ
- ZYHE (HEK) – مطار خيخه – خيخه، هيلونغجيانغ
- ZYJD (JGD) – مطار جياجيداكي – Jiagedaqi، هيلونغجيانغ
- ZYJL (JIL) – Jilin Ertaizi Airport – مدينة جيلين، جيلين
- ZYJM (JMU) – مطار جياموسي دونغاجياو – جياموسى، هيلونغجيانغ
- ZYJS (JSJ) – مطار جيانسانينغ – Jiansanjiang، هيلونغجيانغ
- ZYJX (JXA) – مطار جيشي شينغايهو – جيشى، هيلونغجيانغ
- ZYJZ (JNZ) – Jinzhou Bay Airport – جينتشو، لياونينغ
- ZYLD (LDS) – مطار ييتشون ليندو – ييتشون، هيلونغجيانغ
- ZYMD (MDG) – مطار مودانجيانغ هايلانغ – مودانجيانغ، هيلونغجيانغ
- ZYMH (OHE) – مطار موخه جوليان – Mohe، هيلونغجيانغ
- ZYQQ (NDG) – مطار تشيتشيهار سانجيازي – كيكيهار، هيلونغجيانغ
- ZYSQ (YSQ) – Songyuan Chaganhu Airport – سونغيوان، جيلين
- ZYTL (DLC) – مطار داليان الدولي – داليان، لياونينغ
- ZYTN (TNH) – مطار تونغهوا – تونغهوا، جيلين
- ZYTX (SHE) – مطار شنيانغ الدولي – شنيانغ، لياونينغ
- ZYXC (XEN) – Xingcheng Airport – شينغتشينغ، لياونينغ
- ZYYJ (YNJ) – مطار يانجي تشاويانغتشوان – يانجي، جيلين
- ZYYK (YKH) – Yingkou Lanqi Airport – ينغكو، لياونينغ

## ZK -كوريا الشمالية
- ZKPY (FNJ) – مطار سونان الدولي – بيونغيانغ
- ZKSD (DSO) – Sondok Airport – Chongpyong
- ZKWS (WOS) – Kalma Airport – وونسان

## ZM -منغوليا
- ZMAH (AVK) – Arvaikheer Airport – Arvaikheer، محافظة أوفوخاناجي
- ZMAT (LTI) – Altai Airport – Altai، محافظة غوفي-ألتاي
- ZMBH (BYN) – Bayankhongor Airport – بيانهونجور، محافظة بايانخونغور
- ZMBN (UGA) – Bulgan Airport – بولجان، محافظة بولغان
- ZMBS (HBU) – Bulgan Airport، Khovd – Bulgan، مقاطعة خوفد
- ZMBU (UUN) – Baruun-Urt Airport – بارون-اورت  [لغات أخرى]‏، محافظة سوخباتار
- ZMCD (COQ) – Choibalsan Airport – تشويبالسان، محافظة دورنود
- ZMCK (UBN) – مطار جنكيز خان الدولي الجديد – Sergelen، محافظة توف
- ZMDN (ULZ) – Donoi Airport – ألياستاي، محافظة زافخان
- ZMDZ (DLZ) – Dalanzadgad Airport – دالانزاغاد، محافظة أومنوغوفي
- ZMHH (KHR) – Kharkhorin Airport – خاركورين، محافظة أوفوخاناجي
- ZMHU (HJT) – Khujirt Airport – Khujirt، محافظة أوفوخاناجي
- ZMKD (HVD) – Khovd Airport – خوفد، مقاطعة خوفد
- ZMMG (MXW) – Mandalgovi Airport – ماندالغوفي  [لغات أخرى]‏، محافظة دوندغوفي
- ZMMN (MXV) – Mörön Airport – Mörön، محافظة خوفسغول
- ZMTG (TSZ) – Tsetserleg Airport – تستسرليغ، محافظة أرخانغاي
- ZMUB (ULN) – مطار جنكيز خان الدولي – أولان باتور
- ZMUG (ULO) – Ulaangom Airport – أولانغوم، محافظة أوفس
- ZMUH (UNR) – Öndörkhaan Airport – أوندورخان  [لغات أخرى]‏، محافظة خنتي
- ZMUL (ULG) – Ölgii Airport – أولجي، محافظة بايان-أولجي

## ZZ - خاص
- ZZZZ – يستخدم عند عدم وجود رمز إيكاو

## ظر أيضاان
- قائمة مطارات الصين